# Felső-Pfalz
Felső-Pfalz (németül Oberpfalz) (kormányzati) kerület Bajorországban 1 112 102 lakossal (2019). A kerület székhelye Regensburg.

## Kerületrészek

### Járási jogú városok
- Amberg
- Regensburg
- Weiden

### Járások
- Amberg-Sulzbach járás
- Cham járás
- Neumarkt in der Oberpfalz járás
- Neustadt an der Waldnaab járás
- Regensburg járás
- Schwandorf járás
- Tirschenreuth járás

## Külső hivatkozások
- Hivatalos honlap (kormányzati kerület) (németül)
- Hivatalos honlap (kerület) (németül)